# 土地的变迁：新英格兰的印第安人、殖民者和生态
《土地的变迁：新英格兰的印第安人、殖民者和生态》是一本由美国地理学家和历史学家威廉·克罗农创作的历史專著，1983年出版，获得了1984年的弗朗西斯·帕克曼奖。